# こなもんっ
『こなもんっ』は、キウズによる日本の漫画作品。スクウェア・エニックスのウェブコミック配信サイト『ガンガンONLINE』で2011年1月20日更新分から2011年11月17日更新分まで第3週更新で連載された。

## 登場人物
岡矢 霞（おかや かすみ）
主人公。14歳。ニックネームは「おかず」。耳あてを着用している。
東京から大阪に転校してきた。好奇心旺盛で天然な少女。方向音痴。たこ焼きが好き。
意外と頭が良く、数学が得意。
村部 明日香（むらべ あすか）
霞のクラスメイト。髪型はポニーテール。巨乳だが本人はコンプレックスを抱いている。ニックネームは「あーちゃん」。
気が強く元気な子。基本的にツッコミ役。面白い事が好き。照れ屋な所もある。
浜本 ゆうこ（はまもと ゆうこ）
眼鏡をかけている。ニックネームは「ゲラ」。
無口だがお笑いが大好きであり、常にネタ帳を持ち歩いている。意外と真面目な性格。
松田 佳南（まつだ かな）
ニックネームは「かな」。
カエルが好きであり、「ちょぼ吉」という名前のカエルのぬいぐるみがお気に入り。4人の中では常識人である。
勉強や運動は苦手。
池乃先生（いけの）
霞のクラスの担任。女性。
昔はよく学校をサボって、たこ焼きを買いに行っていた。
今野 美咲（こんの みさき）
明日香のクラスメイト。いつも寝ている。道端で寝る事があるが、風邪を引いたことがないらしい。
岡矢浩史（おかや ひろし）
霞の父親。娘を溺愛している。寂しがり屋であり、霞達が気付かない間に会話に参加していた。
にゃんの助
霞が飼っている猫。どや顔をしている。
店長
たこ焼き屋「さかい屋」を営業している女性。年齢不詳。客からの貰いものを集めている。